# Ma nakhon
Ma nakhon (tailandès หมานคร), comercialitzada internacionalment com a Citizen Dog, és una pel·lícula romàntica tailandesa del 2004, dirigida per Wisit Sasanatieng i basada en una novel·la de l'esposa de Wisit, Koynuch (Siriphan Techajindawong), que va ser il·lustrada per ell. La segona pel·lícula del director de Fah talai jone, és una història acolorida ambientada a la Bangkok contemporània, on un nen (Pod) sense un objectiu a la vida s'enamora de una noia (Jin) que viu pels seus somnis. Un dels temes principals de la pel·lícula és que la gent només trobarà alguna cosa a partir del moment en què deixa de buscar-ho.
La pel·lícula ha estat distribuïda fora d'Àsia per EuropaCorp de Luc Besson.

## Argument
Pod és un noi de camp que es trasllada a Bangkok, malgrat l'advertència de la seva àvia que li farà créixer la cua. Troba una petita casa per viure i agafa una feina en una sardineria establiment de conserves, fent viatges per anar a la feina a l'esquena d'una mototaxi, el conductor del qual s'ha convertit en un zombi després d'un dia va ploure cascs de moto i ell no en duia cap.
Un dia de calor la cadena de muntatge de la conservera funciona malament. En la confusió, Pod es talla el seu dit índex i acaba en una llauna que es porta a una botiga de queviures local. Busca cada dia, comprant llauna rera llauna de sardines. Finalment veu un gos saltant i l'obre per trobar un dit. Ell l'enganxa simplement pressionant-lo al seu lloc.
Però alguna cosa no surt bé. Deu tenir el dit d'una altra persona. Durant una pausa per dinar, reconeix el seu propi dit sobre un company de feina que s'està preparant per a furgar-se el nas. Ell arrenca el dit i a canvi li dona l'altre dit a l'home. El col·lector de nas es diu Yod i els dos es fan amics.
No desitjant perdre més dits, Pod abandona la fàbrica i es converteix en guàrdia de seguretat. A la feina en una oficina, coneix a Jin, una minyona que té el nas perpètuament enterrat en un misteriós llibre blanc escrit en una llengua estrangera que ella somia amb entendre algun dia. El llibre va caure literalment als seus peus un dia mentre encara vivia al camp, i des d'aleshores ha intentat desxifrar-ne el significat. Té un trastorn obsessiu-compulsiu, que la fa desitjar netejar i posar les coses en ordre constantment.
Pod està encisat i desitja estar més a prop de Jin. Inspirat per Yod i la seva xicota empresària xinesa, que van consumar la seva relació en un autobús ple de gent, Pod li pregunta a Jin si li agradaria pujar a l'autobús. Però Jin es nega, dient que ella esclata en una erupció sempre que agafa transport públic ple de gent. Pod deixa la seva feina com a guàrdia i es converteix en conductor de taxis perquè pugui portar-la a la feina.
Finalment, expressa els seus veritables sentiments per Jin, però ella s'ha obsessionat amb un hippie farang, a qui ha vist llegint el mateix llibre blanc que ella té. S'imagina que l'home es diu Peter i creu que és un activista ecologista que va ser assassinat en una protesta a Washington, D.C. Inspirada, comença a recollir ampolles de plàstic, reunint prou per crear una muntanya que s'alça sobre el ciutat i s'uneix a un moviment de protesta ecologista que demana la prohibició del plàstic.
Mentrestant, Pod viu aventures al seu taxi, donant passejos a una nena malparlada que fuma cigarretss i juga a videojocs. Té un osset de peluix que també jura, fuma i beu whisky, i finalment tira l'ós de peluix. Un altre passatger és un home que llepa coses incessantment, i en Pod ha de trobar una solució per fer-lo aturar. També coneix la seva àvia, reencarnada com un gecko, que repeteix la seva premonició que li farà créixer la cua si es queda a la ciutat.
Jin descobreix en Peter en un míting, que revela que el seu nom és en realitat Andre i que el llibre blanc és una novel·la romàntica gai italiana. Decebuda, Jin llença el llibre i el seu estil de vida activista i marxa de Bangkok, dient a Pod que ha d'estar lluny d'ell. Pod deixa de ser taxista i torna al camp, només per avorrir-se a mesura que la vida al camp s'ha alentit literalment en comparació amb la seva vida a Bangkok. Torna a la ciutat i descobreix que ara tothom pot i se li ha fet créixer una cua, excepte a ell. Es converteix en una celebritat, però continua buscant Jin en va. Pod puja a la muntanya de plàstic i la troba allí, torna a confessar el seu amor i la fa un petó, aclaparant els seus dubtes sobre el seu futur.
Sis mesos després, la muntanya és un pícnic per als enamorats, la noia i el seu osset de peluix es casen, i Jin, que ara dirigeix una empresa de plàstics com a dona de negocis d'èxit, es casa amb Pod i espera un fill. A través d'una llarga llista d'animals reencarnats, Pod creu que el seu fill serà realment la seva àvia.

## Repartiment
- Mahasamut Boonyaruk com a Pod
- Saengthong Gate-Uthong com a Jin
- Sawatwong Palakawong Na Autthaya com a Yod
- Chuck Stephens com a Peter/Andre
- Raenkum Saninn com àvia de Pod
- Pen-Ek Ratanaruang com a narrador

## Festivals i premis
- Millors efectes visuals, Thailand National Film Association Awards de 2004.
- Premi de Plata a la pel·lícula més innovadora i Premi de bronze a la millor pel·lícula asiàtica al FanTasia de 2006].
- projectada l'any 2005 al58è Festival Internacional de Cinema de Locarno (Suïssa) a l'aire lliure a la "Piazza Grande"
- Premi de la Crítica, Festival de Cinema Asiàtic de Deauville 2005
- També es va projectar al Festival Internacional de Cinema de Toronto de 2005, Festival Internacional de Cinema de Vancouver, Festival Internacional de Cinema de Busan, Munich Asia Filmfest, Festival Internacional de Cinema de Viena, Festival Internacional de Cinema de Tòquio, Frankfurt Asia Filmfest, Festiavl de Cinema de Londres, Festival Internacional de Cinema de Tessalònica, Festival Internacional de Cinema de Rotterdam i el Festival de Cinema de Taipei.
- Sisena a les 10 millors pel·lícules del 2005 pel crític de cinema de la revista Time del crític de cinema Richard Corliss.[2]

## DVD
El DVD es va llançar a Tailàndia el 2005 (Regió 3) i no contenia subtítols en anglès. La pel·lícula va rebre la llicència d'estrena a Hong Kong amb subtítols en anglès el 2006, i va ser llançada a principis del 2007 per Asia Video Publishing en un disc de totes les regions.